# Symplanella breviceps
Symplanella breviceps är en insektsart som beskrevs av Ronald Gordon Fennah 1987. Symplanella breviceps ingår i släktet Symplanella och familjen Caliscelidae. Inga underarter finns listade i Catalogue of Life.